# Galeodes simplex
Galeodes simplex är en spindeldjursart som beskrevs av Roewer 1934. Galeodes simplex ingår i släktet Galeodes och familjen Galeodidae. Inga underarter finns listade i Catalogue of Life.